# Frangelico
Frangelico es un licor de sabor dulce hecho a base de avellanas silvestres tostadas sumergidas en alcohol junto con bayas y especias. Recibe su nombre del monje que vivía en una ermita del Piamonte y que la inventó hacia el año 1600 junto con otras muchas bebidas.
El origen del licor es de más de 300 años, desde los primeros monjes cristianos que vivían en las colinas del norte de Italia. La graduación es de 20°. Según Barbero, el fabricante del producto en Italia, el nombre del licor se basa en una leyenda de un ermitaño llamado Fraile Angélico que "creaba recetas de licores únicas y especiales". Sin embargo, la botella misma representa los hábitos de los frailes franciscanos, mientras que el licor del mismo nombre probablemente representa el famoso pintor Fra Angélico (d.1455), quien fue un fraile dominico, cuyo manto habría sido blanco y sin el cordón de la cintura representativo de los frailes.
Más probablemente el nombre del licor se refiere a un presunto monje de Piamonte que vivió en el siglo XVII. El ilustre pintor Fray Angélico era de Toscana y no de Piamonte y vivió en el siglo XV, dos siglos antes del legendario ermitaño, supuesto creador del licor. Fuentes italianas indican: "Il nome deriva infatti dal monaco eremita Fra Angelico, che secondo la leggenda visse sulle colline piemontesi nel XVII secolo". Efectivamente, el pintor de la Toscana era dominico, y la botella representa a un fraile franciscano. No hay relación entre los dos personajes. Probablemente, el mismo nombre y la fama del pintor renacentista han favorecido la idea de un nexo, seguramente útil para el éxito comercial del licor. 
- Datos: Q2244300
- Multimedia: Frangelico / Q2244300